# SK텔레콤 스타크래프트 II 프로리그 2014
SK텔레콤 스타크래프트 II 프로리그 2014(SK TELECOM StarCraft II Proleague 2014)는 프로리그의 19번째 시즌이며 KeSPA 주관 대한민국 스타크래프트 II 프로리그로는 3번째시즌이기도 하며, SK 텔레콤의 스폰서로 진행되는 첫번째 시즌이다.

## 달라진 점
- 온게임넷이 이번시즌 프로리그 중계를 포기하고 전 시즌 일부 중계를 맡은 SPOTV와 새로 개국하는 SPOTV GAMES가 전 경기를 중계하게 된다.
- 웅진스타즈가 프로리그 미디어데이를 앞두고 팀을 해체했으며 새롭게 협회에 가입한 MVP, 프라임, IM이 프로리그에 참여하게 되었다.
- STX SouL은 지난 시즌 리그에서 우승했음에도 불구하고 STX그룹내 재정악화로 팀이 해체되었다. 이후 SouL로 팀명을 변경하고 e스포츠연맹 소속으로 옮겨 GSTL에 참가했으나 결국 주요 선수의 은퇴 및 이적으로 해체됐다.
- 정규시즌은 5전 3선승제 4라운드 방식으로 변경되었다.(단, 라운드포스트시즌은 7전4선승제+승자연전제형식)
- 각 라운드 마다 우승 팀을 가리며, 라운드 당 순위로 포인트를 부여하여 포스트시즌 진출 팀을 결정한다.
- 2라운드에 스타테일이 IM과 연합하게 되면서 스타테일이 프로리그에 처음 등장하게 되었다.
- 이정훈 이 스타크래프트II에 복귀하면서 2라운드에 출전하게 된다.

## 리그개요

### 리그 일정
- 전체 일정 : 2013년 12월 29일 ~ 2014년

1라운드 일정 : 2013년 12월 29일 ~ 2014년 1월 28일

1라운드 플레이오프 : 2014년 2월 9일 ~ 2014년 2월 11일
2라운드 일정 : 2014년 2월 23일  ~ 2014년 3월 24일
2라운드 플레이오프 : 2014년 3월 30일 ~ 2014년 4월 1일
3라운드 일정 : 2014년 4월 13일 ~ 2014년 5월 13일
3라운드 플레이오프 : 2014년 5월 18일 ~ 2014년 5월 20일
4라운드 일정 : 2014년 6월 1일  ~ 2014년 7월 1일
4라운드 플레이오프 : 2014년 7월 6일  ~ 2014년 7월 8일
- 프로리그 포스트시즌 일정

4강 플레이오프 1차전 : SK텔레콤 T1 VS CJ 엔투스 : 2014년 7월 20일 ~ 2014년 7월 22일
4강 플레이오프 2차전 : 진에어 그린윙스 VS KT 롤스터 : 2014년 7월 27일 ~ 2014년 7월 29일
결승전 : SK텔레콤 T1 VS KT 롤스터 : 2014년 8월 9일 세빛섬 미디어아트센터 예빛섬

## 대회 결과
우승 : KT 롤스터 준우승 : SK 텔레콤 T1 공동 3위 : CJ 엔투스,진에어 그린윙스

## 리그 중계진

#### SPOTV GAMES
- 한국어
- 1라운드~ 2라운드(3월 2일)
  - 캐스터:김철민
  - 해설:유대현, 고인규, 우승기

- 2라운드 ~ (3월3일 ~ )
  - 일요일,화요일
    - 캐스터:김철민
    - 해설:유대현, 고인규

  - 월요일
    - 캐스터:채민준
    - 해설:유대현, 우승기

- 영어
- 1라운드 ~ 3라운드
  - 캐스터:브랜든 발데즈(Brendan)
  - 해설:울프 슈뢰더(Wolf)

- 4라운드
  - 캐스터:브랜든 발데즈(Brendan)
  - 해설:울프 슈뢰더(Wolf), 앤드류 펜더(mOOnGLaDe)

### 리그 공식맵
- 블리자드 래더
  - 1라운드

밸시르 잔재 (Vel'shir Vestage LE)
프로스트 (Frost LE)
연수 (Yeonsu LE)
- 2라운드

폴라나이트 (Polar Night LE)
헤비테이션 스테이션(Habitation Station LE)
- 3라운드

회전목마 (Marry Go Round LE)
- 블리자드 토너먼트

우주정거장 (Star Station TE)
- 4라운드

만발의 정원 (Overfrowth LE)
- 자체 제작
  - 1,2라운드

세종과학기지 (The King Sejong Station)
아웃복서 (Out Boxer)
- 3라운드

미로 (Maze)
| KeSPA 프로리그                                                    | KeSPA 프로리그                                                    | KeSPA 프로리그                                         |
| 이전 작품                                                         | 작품명                                                            | 다음 작품                                              |
| ----------------------------------------------------------------- | ----------------------------------------------------------------- | ------------------------------------------------------ |
| SK플래닛 스타크래프트 II 프로리그 12-13 (2012.12.08 ~ 2013.08.03) | SK텔레콤 스타크래프트 II 프로리그 2014 (2013.12.29 ~ 2014 08.09 ) | SK텔레콤 스타크래프트 II 프로리그 2015 (2014.12.22 ~ ) |